# Eclipta fritschei
Eclipta fritschei là một loài bọ cánh cứng thuộc họ Xén tóc. Loài này được Gounelle mô tả năm 1913.